# Мусаева, Шукюфа Имран кызы
Шукюфа Имран кызы Мусаева (род. 23 апреля 1966) — азербайджанская театральная актриса, Народная артистка Азербайджанской Республики (2018).

## Биография
Шукюфа Мусаева окончила факультет руководителей самодеятельных театральных коллективов Шушинской школы культуры и просвещения в 1988 году. В 1995 году она закончила заочное отделение факультета режиссуры театральных коллективов Азербайджанского государственного университета культуры и искусств. С 1990 года Шукюфа Мусаева является актрисой Шушинского государственного музыкально-драматического театра. В период с 1991 по 1993 годы она участвовала в боевых действиях за Карабах и получила осколочное ранение в боях за Агдере, после чего утратила способность иметь детей.
Шукюфа Мусаева принимала участие в различных театральных фестивалях и была удостоена наград Азербайджанского союза театральных деятелей за свои роли. В 1998 году на II Республиканском фестивале экспериментальных спектаклей она сыграла роль матери в пьесе «Звуки шагов» (С. Беккет). В 1999 году на фестивале «Национальная классика» она исполнила роль Шахребану-ханум в пьесе «Повесть о мсье Жордане, ботанике, и дервише Мастали-шахе, известном колдуне» (М. Ф. Ахундов). В 2002 году на фестивале моноспектаклей имени А. Шарифзаде «Горизонт-XX1» она исполнила роль ребенка в пьесе «Когда цветы расцветают» (А. Гасангулу). В 2005 году на театральном фестивале «Полнота пустого пространства» она исполнила роль женщины в пьесе «Музыкальные письма» (Ф. Мустафа).
25 июня 2013 года Шукюфа Мусаева была награждена медалью «Терегги» («Прогресс»). В период с 2003 по 2024 годы она неоднократно становилась лауреатом Президентской премии Азербайджанской Республики. В 2000 году Шукюфа Мусаева была удостоена звания Заслуженной артистки Азербайджанской Республики, а 27 мая 2018 года ей было присвоено звание Народной артистки Азербайджанской Республики.

## Основные роли
- Тели — «Аршин мал алан» (Узеир Гаджибеков)
- Наиля — «Мы сами знаем» (С. Аскеров и Ш. Курбанов)
- Ниса — «Дурна» (С. Рустамов и С. Рустам)
- Гюльджамал — «Тысяча и одна игра медведя» (С. Ганизаде)
- Маргарита — «Маргаритка» (А. Салакру)
- Мекке — «Как похищают красавиц» (Б. Аппаев)
- Индийская принцесса, придворный сановник — «Халиф Аист» (В. Гауф)
- Сусанна — «Айдын» (Дж. Джаббарлы)
- Женщина, безумная — «Умный человек» (Ф. Мустафа)
- Гюлендам-нанэ — «Шушинские горы покрыты туманом» (Эльчин)
- Берта — «Волшебное кресло» (Ф. Каринти)
- Гюльзар — «Дом Пана» (Э. Гулизаде)
- Фахрунда-ханум — «Первый день праздника» (Н. Хикмет)
- Шараф-ханум — «Скупой» (С. С. Ахундов)
- Сона-ханум — «Распавшийся союз» (Э. Хагвердиев)
- Хуршид Банну Натаван — «Плач расстрелянных статуй» (Х. Миреламов)

## Фильмография
- «Вернитесь в мою деревню!?» (фильм, 2007)
- «Бой без правил» (фильм, 2009)
- «Кудси» (фильм, 2007)